# Mario Forsythe
Mario Forsythe (30 ottobre 1985) è un velocista giamaicano.
Il 29 agosto 2010, a Rieti, corre i 100 metri piani in 9"95, diventando il 74º atleta a scendere sotto i dieci secondi.

## Palmarès
| Anno | Manifestazione   | Sede     | Evento      | Risultato  | Prestazione | Note                  |
| ---- | ---------------- | -------- | ----------- | ---------- | ----------- | --------------------- |
| 2011 | Mondiali         | Taegu    | 200 m piani | Semifinale | 20"63       |                       |
| 2015 | Campionati NACAC | San José | 200 m piani | Semifinale | 20"73       |                       |
| 2015 | Campionati NACAC | San José | 4×100 m     | Oro        | 38"07       | Record dei campionati |